# Дисереброторий
Дисереброторий — бинарное неорганическое соединение, интерметаллид
серебра и тория
с формулой Ag2Th,
кристаллы.

## Получение
- Сплавление стехиометрических количеств чистых веществ:

{\displaystyle {\mathsf {2Ag+Th\ {\xrightarrow {1030^{o}C}}\ Ag_{2}Th}}}

## Физические свойства
Дисереброторий образует кристаллы
гексагональной сингонии, пространственная группа P 6/mmn, параметры ячейки a = 0,4837 нм, c = 0,3353 нм, Z = 1,
структура типа диборида алюминия AlB2
.
Соединение конгруэнтно плавится при температуре 1030 °C.